# Guè Pequeno

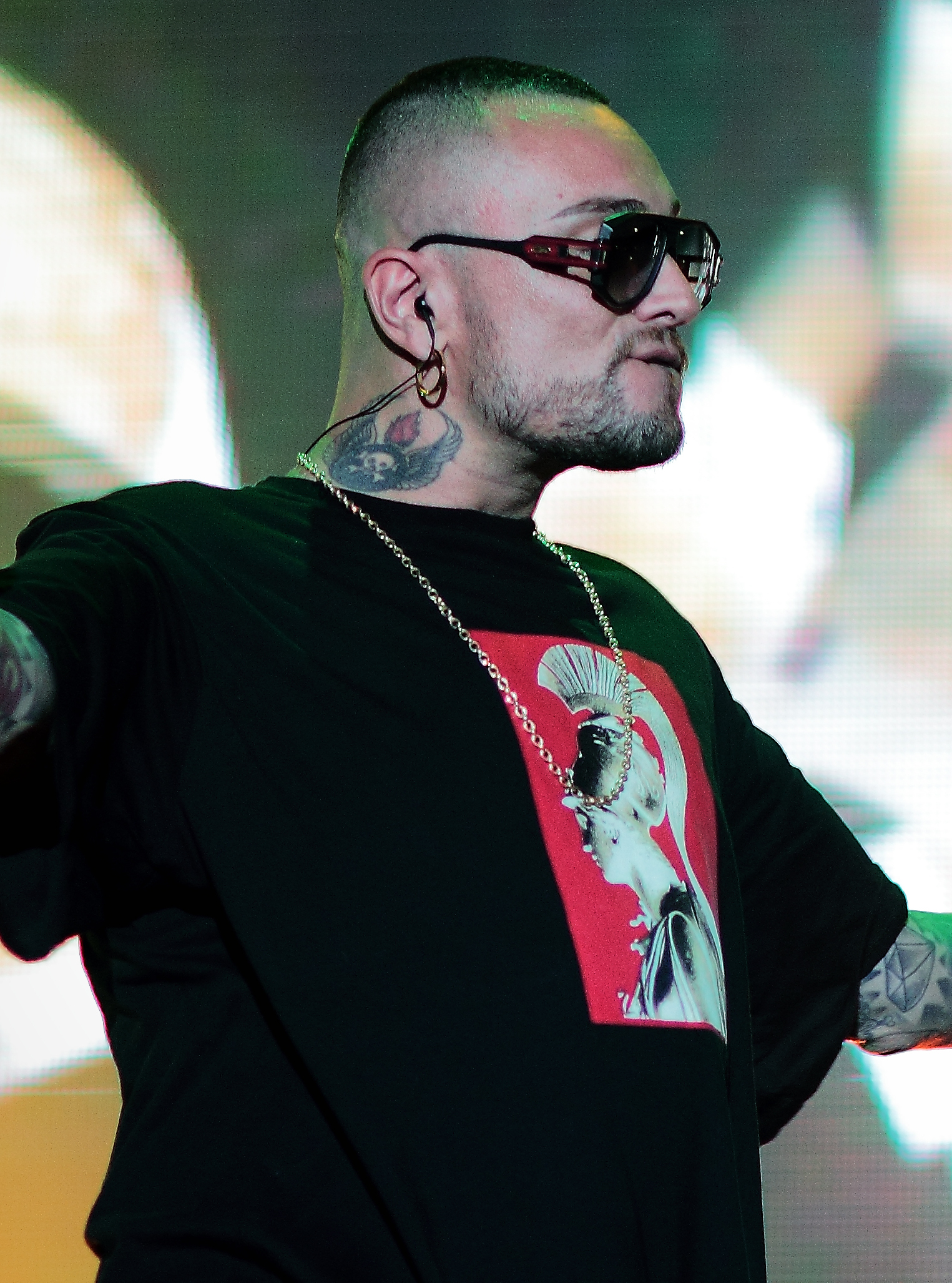
Guè Pequeno (2017)

Guè Pequeno [ɡu̯ɛ peˈkeɲo] (* 25. Dezember 1980 in Mailand als Cosimo Fini), auch bekannt als Guè, Il Guercio oder Lucky Luciano, ist ein italienischer Rapper und Musikproduzent.

## Karriere
Seit den 90er-Jahren war der Rapper an verschiedenen Mixtapes beteiligt, als Teil der Gruppe Sacre Scuole (zusammen mit Jake La Furia und Dargen D’Amico) veröffentlichte er 1999 das Album 3 MC’s al cubo. Zusammen mit La Furia und Don Joe gründete Guè die neue Gruppe Club Dogo, mit der er ab 2004 Alben herausbrachte und auch den Mainstream-Durchbruch schaffte. Als Solist nahm er 2005 zusammen mit Deleterio das Album Sound Vol. 1 auf, 2006 mit DJ Harsh das Fast Life Mixtape und 2009 das Sequel davon. Andere Rapper, mit denen er zusammenarbeitete, waren J-Ax, Marracash oder Entics.
Guè Pequenos erstes offizielles Soloalbum erschien 2011 unter dem Titel Il ragazzo d’oro, auf dem auch Jake La Furia zu hören war. Im selben Jahr gründete er mit DJ Harsh das unabhängige Label Tanta Roba. 2012 veröffentlichte er den dritten Teil des Fast Life Mixtape, in Zusammenarbeit mit u. a. Emis Killa, Fedez, Salmo und Gemitaiz. Im Jahr darauf erschien das zweite Soloalbum Bravo ragazzo, 2015 folgte das dritte Album Vero. Letzteres erreichte erstmals die Chartspitze. Danach begann der Rapper ein gemeinsames Projekt mit Marracash, aus dem 2016 das Kollaboalbum Santeria mit mehreren erfolgreichen Singles hervorging.
Solistisch meldete der Rapper sich schon 2017 mit dem Album Gentleman zurück, das erneut die Chartspitze erreichte. Außerdem gelang ihm zusammen mit Sfera Ebbasta mit Lamborghini ein Nummer-eins-Hit.

## Diskografie

### Alben
| Jahr            | Titel Musiklabel                            | Höchstplatzierung, Gesamtwochen, AuszeichnungChartplatzierungen (Jahr, Titel, Musiklabel, Platzierungen, Wochen, Auszeichnungen, Anmerkungen) | Höchstplatzierung, Gesamtwochen, AuszeichnungChartplatzierungen (Jahr, Titel, Musiklabel, Platzierungen, Wochen, Auszeichnungen, Anmerkungen) | Anmerkungen                                                                                                |
| Jahr            | Titel Musiklabel                            | IT | CH | Anmerkungen                                                                                                |
| --------------- | ------------------------------------------- | --- | --- | --- |
| als Guè Pequeno |                                             | | | |
|                 |                                             | | | |
| 2011            | Il ragazzo d’oro Universal Music            | IT4 Platin · (22 Wo.)IT | — | Erstveröffentlichung: 14. Juni 2011 Verkäufe: + 50.000; Höchstplatzierung nach Wiederveröffentlichung 2021 |
| 2013            | Bravo ragazzo Live Universal Music          | IT2 ×2Doppelplatin · (68 Wo.)IT | CH69 (1 Wo.)CH | Erstveröffentlichung: 4. Juni 2013 Verkäufe: + 100.000; Livealbum                                          |
| 2015            | Vero Universal Music                        | IT1 Platin · (34 Wo.)IT | CH31 (1 Wo.)CH | Erstveröffentlichung: 23. Juni 2015 Verkäufe: + 50.000                                                     |
| 2016            | Santeria Universal Music                    | IT1 ×4Vierfachplatin · (33 Wo.)IT | CH12 (1 Wo.)CH | Erstveröffentlichung: 24. Juni 2016 Verkäufe: + 200.000; mit Marracash                                     |
| 2017            | Gentleman Universal Music                   | IT1 ×3Dreifachplatin · (66 Wo.)IT | CH26 (1 Wo.)CH | Erstveröffentlichung: 30. Juni 2017 Verkäufe: + 150.000                                                    |
| 2018            | Sinatra Island Records (UMG)                | IT1 ×3Dreifachplatin · (129 Wo.)IT | CH34 (1 Wo.)CH | Erstveröffentlichung: 14. September 2018 Verkäufe: + 150.000                                               |
| 2020            | Mr. Fini Island Records (UMG)               | IT1 ×3Dreifachplatin · (123 Wo.)IT | CH7 (4 Wo.)CH | Erstveröffentlichung: 26. Juni 2020 Verkäufe: + 150.000                                                    |
| 2021            | Fastlife 4 Island Records (UMG)             | IT1 ×2Doppelplatin · (51 Wo.)IT | CH11 (3 Wo.)CH | Erstveröffentlichung: 9. April 2021 Verkäufe: + 100.000; mit DJ Harsh                                      |
| als Guè         |                                             | | | |
|                 |                                             | | | |
| 2021            | Gvesvs Island Records (UMG)                 | IT1 ×2Doppelplatin · (78 Wo.)IT | CH24 (2 Wo.)CH | Erstveröffentlichung: 10. Dezember 2021 Verkäufe: + 100.000                                                |
| 2023            | Madreperla Island Records (UMG)             | IT1 ×2Doppelplatin · (61 Wo.)IT | CH3 (3 Wo.)CH | Erstveröffentlichung: 13. Januar 2023 Verkäufe: + 100.000                                                  |
| 2025            | Tropico del capricorno Island Records (UMG) | IT1 Platin · (… Wo.)IT | CH3 (3 Wo.)CH | Erstveröffentlichung: 10. Januar 2025 Verkäufe: + 50.000                                                   |
| 2025            | KG Island Records (UMG)                     | IT4 (4 Wo.)IT | CH99 (1 Wo.)CH | Erstveröffentlichung: 30. Mai 2025 mit Rasty Kilo                                                          |

### EPs
- 2019: Gelida Estate

### Singles
| Jahr | Titel Album                                    | Höchstplatzierung, Gesamtwochen, AuszeichnungChartplatzierungen (Jahr, Titel, Album, Platzierungen, Wochen, Auszeichnungen, Anmerkungen) | Höchstplatzierung, Gesamtwochen, AuszeichnungChartplatzierungen (Jahr, Titel, Album, Platzierungen, Wochen, Auszeichnungen, Anmerkungen) | Anmerkungen |
| Jahr | Titel Album                                    | IT | CH | Anmerkungen |
| --- | ---------------------------------------------- | --- | --- | --- |
| 2013 | Business Bravo ragazzo                         | IT7 (2 Wo.)IT | — | Erstveröffentlichung: 5. April 2013 |
| 2013 | Rose nere Bravo ragazzo                        | IT5 Gold · (2 Wo.)IT | — | Erstveröffentlichung: 23. April 2013 Verkäufe: + 35.000                                                                                 |
| 2013 | Bravo ragazzo                                  | IT9 (3 Wo.)IT | — | Erstveröffentlichung: 10. Mai 2013 |
| 2013 | Tornare indietro Bravo ragazzo                 | IT90 (2 Wo.)IT | — | Erstveröffentlichung: 15. Juli 2013 feat. Arlissa                                                                                       |
| 2015 | Interstellar Vero                              | IT69 Gold · (13 Wo.)IT | — | Erstveröffentlichung: 16. Juni 2015 Verkäufe: + 25.000; feat. Akon                                                                      |
| 2016 | Nulla accade Santeria                          | IT16 ×2Doppelplatin · (26 Wo.)IT | — | Erstveröffentlichung: 7. Juni 2016 Verkäufe: + 100.000; mit Marracash                                                                   |
| 2016 | Insta Lova Santeria                            | IT6* ×4Vierfachplatin · (57 Wo.)IT | — | Erstveröffentlichung: 15. Juli 2016 Verkäufe: + 400.000; mit Marracash * Höchstplatzierung erst nach Wiedereinstieg 2023, 2016 Platz 24 |
| 2016 | Ninja Santeria (Voodoo Edition)                | IT62 (2 Wo.)IT | — | Erstveröffentlichung: 15. November 2016 mit Marracash                                                                                   |
| 2016 | Scooteroni Santeria                            | IT30 ×3Dreifachplatin · (28 Wo.)IT | — | Erstveröffentlichung: 19. Dezember 2016 (Remix) Verkäufe: + 150.000; mit Marracash Remix feat. Sfera Ebbasta                            |
| 2017 | Trinità Gentleman (Bonustrack)                 | IT6 Platin · (7 Wo.)IT | — | Erstveröffentlichung: 21. April 2017 Verkäufe: + 50.000                                                                                 |
| 2017 | T’apposto Gentleman                            | IT15 Gold · (5 Wo.)IT | — | Erstveröffentlichung: 2. Juni 2017 Verkäufe: + 25.000                                                                                   |
| 2017 | Non ci sei tu Gentleman                        | IT25 Gold · (3 Wo.)IT | — | Erstveröffentlichung: 2. Juni 2017 Verkäufe: + 25.000                                                                                   |
| 2017 | Lamborghini Gentleman                          | IT1 ×4Vierfachplatin · (31 Wo.)IT | — | Erstveröffentlichung: 22. September 2017 (Remix) Verkäufe: + 200.000; feat. Sfera Ebbasta Remix mit Elettra Lamborghini                 |
| 2018 | Guersace Gentleman                             | IT19 Platin · (11 Wo.)IT | — | Erstveröffentlichung: 16. Februar 2018 (Remix) Verkäufe: + 50.000; Remix feat. Enzo Dong                                                |
| 2018 | Lungomare latino –                             | IT26 (2 Wo.)IT | — | Erstveröffentlichung: 1. Juni 2018 feat. Willy William                                                                                  |
| 2018 | Trap Phone Sinatra                             | IT1 Platin · (12 Wo.)IT | — | Erstveröffentlichung: 7. September 2018 Verkäufe: + 50.000; feat. Capo Plaza                                                            |
| 2019 | Montenapo Gelida Estate                        | IT29 Gold · (5 Wo.)IT | — | Erstveröffentlichung: 5. Juni 2019 Verkäufe: + 25.000; feat. Lazza                                                                      |
| 2019 | Colpo grosso Topboy                            | IT27 (2 Wo.)IT | — | Erstveröffentlichung: 18. Oktober 2019 mit Snik & Capo Plaza feat. Noizy                                                                |
| 2020 | 25 ore Mr. Fini                                | IT30 Gold · (4 Wo.)IT | — | Erstveröffentlichung: 27. November 2020 (Remix) Verkäufe: + 35.000; Remix feat. Ernia & Shablo                                          |
| 2021 | Venezuela Red Bull 64 Bars, The Album          | IT75 (1 Wo.)IT | — | Erstveröffentlichung: 28. Mai 2021 mit Shablo                                                                                           |
| 2024 | Notte cattiva –                                | IT48 (4 Wo.)IT | — | Erstveröffentlichung: 7. Juni 2024 mit Fred De Palma                                                                                    |
| Folgende Lieder erschienen nicht als Single, wurden aber durch das Album zum Download und Streaming bereitgestellt und konnten somit eine Platzierung erlangen: |                                                | | | |
| |                                                | | | |
| 2013 | Brivido Bravo ragazzo                          | IT58 ×5Fünffachplatin · (18 Wo.)IT | — | Verkäufe: + 500.000; feat. Marracash |
| 2013 | Barbie vs. Marley Bravo ragazzo                | IT91 (1 Wo.)IT | — | |
| 2016 | Salvador Dalì Santeria                         | IT25 ×2Doppelplatin · (32 Wo.)IT | — | Verkäufe: + 100.000; mit Marracash |
| 2016 | Cosa mia Santeria                              | IT44 Gold · (3 Wo.)IT | — | Verkäufe: + 25.000; mit Marracash |
| 2016 | Money Santeria                                 | IT50 Gold · (3 Wo.)IT | — | Verkäufe: + 25.000; mit Marracash |
| 2016 | Cantante italiana Santeria                     | IT53 Gold · (3 Wo.)IT | — | Verkäufe: + 25.000; mit Marracash |
| 2016 | Senza Dio Santeria                             | IT58 Gold · (3 Wo.)IT | — | Verkäufe: + 25.000; mit Marracash |
| 2016 | Maledetto me Santeria                          | IT60 Gold · (3 Wo.)IT | — | Verkäufe: + 25.000; mit Marracash |
| 2016 | Purdi Santeria                                 | IT69 Gold · (2 Wo.)IT | — | Verkäufe: + 25.000; mit Marracash |
| 2016 | Quasi amici Santeria                           | IT71 Gold · (2 Wo.)IT | — | Verkäufe: + 25.000; mit Marracash |
| 2016 | Tony Santeria                                  | IT73 Gold · (2 Wo.)IT | — | Verkäufe: + 25.000; mit Marracash |
| 2016 | Film senza volume Santeria                     | IT80 Gold · (1 Wo.)IT | — | Verkäufe: + 25.000; mit Marracash |
| 2016 | Santeria                                       | IT85 (1 Wo.)IT | — | mit Marracash |
| 2016 | Erba & Wifi Santeria                           | IT88 (1 Wo.)IT | — | mit Marracash |
| 2016 | Ca$hmere Santeria (Voodoo Edition)             | IT52 Platin · (2 Wo.)IT | — | Verkäufe: + 50.000; mit Marracash |
| 2016 | Piazza rossa Santeria (Voodoo Edition)         | IT91 (1 Wo.)IT | — | mit Marracash |
| 2017 | Milionario Gentleman                           | IT9 ×2Doppelplatin · (21 Wo.)IT | — | Verkäufe: + 100.000; feat. El Micha |
| 2017 | Relaxxx Gentleman                              | IT10 Platin · (18 Wo.)IT | — | Verkäufe: + 50.000; feat. Marracash |
| 2017 | Scarafaggio Gentleman                          | IT11 Platin · (16 Wo.)IT | — | Verkäufe: + 50.000; feat. Tony Effe & Frank White                                                                                       |
| 2017 | Mimmo Flow Gentleman                           | IT23 Gold · (6 Wo.)IT | — | Verkäufe: + 25.000 |
| 2017 | Oro giallo Gentleman                           | IT28 Platin · (10 Wo.)IT | — | Verkäufe: + 50.000; feat. Luchè |
| 2017 | La malaeducazione Gentleman                    | IT38 Gold · (2 Wo.)IT | — | Verkäufe: + 25.000; feat. Enzo Avitabile                                                                                                |
| 2017 | Punto su di te Gentleman                       | IT44 Platin · (2 Wo.)IT | — | Verkäufe: + 100.000 |
| 2017 | Trentuno giorni Gentleman                      | IT59 Gold · (1 Wo.)IT | — | Verkäufe: + 50.000 |
| 2017 | La mia collana Gentleman                       | IT66 (1 Wo.)IT | — | |
| 2017 | Il viola Gentleman                             | IT72 (1 Wo.)IT | — | |
| 2018 | Borsello Sinatra                               | IT1 Platin · (11 Wo.)IT | — | Verkäufe: + 50.000; feat. Sfera Ebbasta & DrefGold                                                                                      |
| 2018 | Claro Sinatra                                  | IT2 Gold · (5 Wo.)IT | — | Verkäufe: + 25.000; feat. Tony Effe & Prynce                                                                                            |
| 2018 | 2% Sinatra                                     | IT4 ×3Dreifachplatin · (36 Wo.)IT | — | Verkäufe: + 300.000; feat. Frah Quintale                                                                                                |
| 2018 | Modalità Aereo Sinatra                         | IT5 Platin · (9 Wo.)IT | — | Verkäufe: + 50.000; feat. Luchè & Marracash                                                                                             |
| 2018 | Bastardi Senza Gloria Sinatra                  | IT6 Gold · (4 Wo.)IT | — | Verkäufe: + 25.000; feat. Noyz Narcos                                                                                                   |
| 2018 | Bling Bling (Oro) Sinatra                      | IT9 ×2Doppelplatin · (20 Wo.)IT | — | Verkäufe: + 200.000 |
| 2018 | Hotel Sinatra                                  | IT20 (3 Wo.)IT | — | |
| 2018 | Bam Bam Sinatra                                | IT25 (2 Wo.)IT | — | feat. Cosculluela & El Micha |
| 2018 | Babysitter Sinatra                             | IT27 Gold · (2 Wo.)IT | — | Verkäufe: + 50.000 |
| 2018 | Hugh Guefner Sinatra                           | IT29 (2 Wo.)IT | — | |
| 2018 | Sobrio Sinatra                                 | IT30 (2 Wo.)IT | — | feat. Elodie |
| 2018 | Doppio Whisky Sinatra                          | IT91 (1 Wo.)IT | — | feat. Mahmood |
| 2019 | Niente photo Gelida Estate                     | IT34 (2 Wo.)IT | — | |
| 2019 | Bamba Gelida Estate                            | IT36 (2 Wo.)IT | — | |
| 2019 | Maledetto Gelida Estate                        | IT57 (1 Wo.)IT | — | |
| 2019 | President Rolly Gelida Estate                  | IT76 (1 Wo.)IT | — | feat. Farid Bang |
| 2019 | Qualcosa in cui credere (Lo scheletro) Persona | IT6 Platin · (11 Wo.)IT | — | Verkäufe: + 70.000; mit Marracash |
| 2020 | Chico Mr. Fini                                 | IT5 ×4Vierfachplatin · (38 Wo.)IT | — | Verkäufe: + 280.000; mit Rose Villain & Luchè                                                                                           |
| 2020 | Immortale Mr. Fini                             | IT6 Platin · (10 Wo.)IT | — | Verkäufe: + 100.000; mit Sfera Ebbasta                                                                                                  |
| 2020 | Medellin Mr. Fini                              | IT10 Gold · (6 Wo.)IT | — | Verkäufe: + 35.000; mit Lazza |
| 2020 | Cyborg Mr. Fini                                | IT11 Gold · (10 Wo.)IT | — | Verkäufe: + 35.000; mit Geolier |
| 2020 | Tardissimo Mr. Fini                            | IT15 Platin · (7 Wo.)IT | — | Verkäufe: + 100.000; mit Mahmood & Marracash                                                                                            |
| 2020 | Saigon Mr. Fini                                | IT16 Gold · (7 Wo.)IT | — | Verkäufe: + 35.000 |
| 2020 | Ti levo le collane Mr. Fini                    | IT17 Platin · (12 Wo.)IT | — | Verkäufe: + 70.000; mit Paky |
| 2020 | Il tipo Mr. Fini                               | IT21 (3 Wo.)IT | — | |
| 2020 | Parte di me Mr. Fini                           | IT24 Gold · (3 Wo.)IT | — | Verkäufe: + 35.000; mit Carl Brave |
| 2020 | L’amico degli amici Mr. Fini                   | IT26 (3 Wo.)IT | — | |
| 2020 | Giacomo Mr. Fini                               | IT33 (2 Wo.)IT | — | mit Young Rame |
| 2020 | Stanza 106 Mr. Fini                            | IT35 (2 Wo.)IT | — | |
| 2020 | Ti ricordi? Mr. Fini                           | IT37 (2 Wo.)IT | — | |
| 2020 | Dem Fake Mr. Fini                              | IT46 (1 Wo.)IT | — | feat. Alborosie |
| 2020 | Mercy on Me (In Sbatti) Mr. Fini               | IT48 (1 Wo.)IT | — | |
| 2020 | No Security Mr. Fini                           | IT56 (1 Wo.)IT | — | mit Noizy |
| 2020 | Punto debole Mentre nessuno guarda             | IT40 Gold · (1 Wo.)IT | — | Verkäufe: + 50.000; mit Mecna |
| 2020 | Tik Tok Famoso                                 | IT2 ×3Dreifachplatin · (20 Wo.)IT | CH73 (1 Wo.)CH | Verkäufe: + 300.000; mit Sfera Ebbasta & Marracash                                                                                      |
| 2021 | Colpa tua Obe                                  | IT13 Gold · (2 Wo.)IT | — | Verkäufe: + 50.000; mit Mace & Venerus                                                                                                  |
| 2021 | Smith & Wesson Freestyle Fastlife 4            | IT3 Platin · (6 Wo.)IT | — | Verkäufe: + 100.000; mit DJ Harsh feat. Marracash                                                                                       |
| 2021 | Lifestyle Fastlife 4                           | IT6 Platin · (6 Wo.)IT | — | Verkäufe: + 100.000; mit DJ Harsh |
| 2021 | Alex Fastlife 4                                | IT7 Gold · (4 Wo.)IT | — | Verkäufe: + 35.000; mit DJ Harsh feat. Lazza & Salmo                                                                                    |
| 2021 | Champagne 4 the Pain Fastlife 4                | IT10 Gold · (4 Wo.)IT | — | Verkäufe: + 35.000; mit DJ Harsh feat. Gemitaiz & Noyz Narcos                                                                           |
| 2021 | Wagyu Fastlife 4                               | IT13 Gold · (3 Wo.)IT | — | Verkäufe: + 50.000; mit DJ Harsh feat. Night Skinny                                                                                     |
| 2021 | Italian Hustler Fastlife 4                     | IT16 Gold · (3 Wo.)IT | — | Verkäufe: + 50.000; mit DJ Harsh feat. Rasty Kilo                                                                                       |
| 2021 | Marco da Tropoja Fastlife 4                    | IT18 (3 Wo.)IT | — | mit DJ Harsh feat. Vettosi |
| 2021 | Babyma Fastlife 4                              | IT19 Gold · (3 Wo.)IT | — | Verkäufe: + 50.000; mit DJ Harsh feat. MV Killa                                                                                         |
| 2021 | Denim Giappo Fastlife 4                        | IT23 (2 Wo.)IT | — | mit DJ Harsh feat. Luchè |
| 2021 | Cosymoney Fastlife 4                           | IT24 (2 Wo.)IT | — | mit DJ Harsh |
| 2021 | Fastlife Fastlife 4                            | IT28 (2 Wo.)IT | — | mit DJ Harsh feat. North of Loreto |
| 2021 | Me & My B Fastlife 4                           | IT32 (2 Wo.)IT | — | mit DJ Harsh |
| 2021 | Vita Veloce Freestyle Fastlife 4               | IT36 (1 Wo.)IT | — | mit DJ Harsh |
| 2021 | Disclaimer Fastlife 4                          | IT46 (1 Wo.)IT | — | mit DJ Harsh |
| 2021 | Veleno Gvesvs                                  | IT2 ×2Doppelplatin · (18 Wo.)IT | — | Verkäufe: + 200.000 |
| 2021 | Piango sulla Lambo Gvesvs                      | IT3 Platin · (12 Wo.)IT | — | Verkäufe: + 100.000; feat. Rose Villain                                                                                                 |
| 2021 | Blitz! Gvesvs                                  | IT4 Platin · (7 Wo.)IT | — | Verkäufe: + 100.000; feat. Geolier |
| 2021 | Daytona Gvesvs                                 | IT8 Gold · (3 Wo.)IT | — | Verkäufe: + 50.000; feat. Marracash |
| 2021 | Futura ex Gvesvs                               | IT9 Gold · (4 Wo.)IT | — | Verkäufe: + 50.000; feat. Ernia |
| 2021 | La G la U la E pt. 2 Gvesvs                    | IT11 (2 Wo.)IT | — | |
| 2021 | Gangster of Love Gvesvs                        | IT12 Gold · (2 Wo.)IT | — | Verkäufe: + 50.000; feat. Rick Ross |
| 2021 | Nessuno Gvesvs                                 | IT13 (2 Wo.)IT | — | feat. Coez |
| 2021 | Lunedì blu Gvesvs                              | IT16 (2 Wo.)IT | — | feat. Salmo |
| 2021 | Domai Gvesvs                                   | IT19 Gold · (3 Wo.)IT | — | Verkäufe: + 50.000; feat. Ketama126 |
| 2021 | Fredda, triste, pericolosa Gvesvs              | IT24 (1 Wo.)IT | — | feat. Franco126 |
| 2021 | Senza sogni Gvesvs                             | IT25 (1 Wo.)IT | — | feat. Elisa |
| 2021 | Sponsor Gvesvs                                 | IT28 (1 Wo.)IT | — | feat. Dutchavelli |
| 2021 | Cose non sane (Interlude) Gvesvs               | IT43 (1 Wo.)IT | — | |
| 2021 | Nicolas Cage Gvesvs                            | IT44 (1 Wo.)IT | — | feat. Jadakiss |
| 2021 | Too Old to Die Young Gvesvs                    | IT53 (1 Wo.)IT | — | feat. Shablo |
| 2022 | Loco Blocco 181 (Sampler)                      | IT23 (2 Wo.)IT | — | |
| 2023 | Cookies n’ Cream Madreperla                    | IT1 ×4Vierfachplatin · (40 Wo.)IT | CH81 (1 Wo.)CH | Verkäufe: + 400.000; feat. Anna & Sfera Ebbasta                                                                                         |
| 2023 | Need U 2Nite Madreperla                        | IT4 Gold · (4 Wo.)IT | — | Verkäufe: + 50.000; feat. Massimo Pericolo                                                                                              |
| 2023 | Tuta Maphia Madreperla                         | IT7 Gold · (4 Wo.)IT | — | Verkäufe: + 50.000; feat. Paky |
| 2023 | Free Madreperla                                | IT8 Gold · (3 Wo.)IT | — | Verkäufe: + 50.000; feat. Marracash & Rkomi                                                                                             |
| 2023 | Prefissi Madreperla                            | IT10 Gold · (3 Wo.)IT | — | Verkäufe: + 50.000 |
| 2023 | Mollami Pt.2 Madreperla                        | IT11 Platin · (18 Wo.)IT | — | Verkäufe: + 100.000 |
| 2023 | Mi hai capito o no? Madreperla                 | IT15 (2 Wo.)IT | — | |
| 2023 | Léon (The Professional) Madreperla             | IT16 (2 Wo.)IT | — | |
| 2023 | Lontano dai guai Madreperla                    | IT21 (2 Wo.)IT | — | feat. Mahmood |
| 2023 | Chiudi gli occhi Madreperla                    | IT22 (2 Wo.)IT | — | |
| 2023 | Da 1k in su Madreperla                         | IT30 (1 Wo.)IT | — | feat. Benny the Butcher |
| 2023 | Capa Tosta Madreperla                          | IT39 (1 Wo.)IT | — | feat. Napoleone |
| 2025 | Oh mamma mia Tropico del capricorno            | IT1 Gold · (… Wo.)IT | — | Verkäufe: + 100.000; feat. Rose Villain                                                                                                 |
| 2025 | Akrapovic Tropico del capricorno               | IT3 (14 Wo.)IT | — | feat. Artie 5ive |
| 2025 | Vibe Tropico del capricorno                    | IT4 Gold · (17 Wo.)IT | — | Verkäufe: + 100.000 |
| 2025 | Meravigliosa Tropico del capricorno            | IT5 (20 Wo.)IT | — | feat. Stadio |
| 2025 | Da 0 a 100 Tropico del capricorno              | IT9 (3 Wo.)IT | — | feat. Shiva |
| 2025 | Non lo so Tropico del capricorno               | IT14 (7 Wo.)IT | — | feat. Chiello |
| 2025 | Movie Tropico del capricorno                   | IT18 (4 Wo.)IT | — | feat. Geolier |
| 2025 | Pain is Love Tropico del capricorno            | IT20 (2 Wo.)IT | — | feat. Harry Fraud |
| 2025 | Pain is Love Tropico del capricorno            | IT21 (2 Wo.)IT | — | feat. Ele A |
| 2025 | La g la u la 3 Pt.3 Tropico del capricorno     | IT22 (2 Wo.)IT | — | |
| 2025 | Nei tuoi skinny Tropico del capricorno         | IT24 (2 Wo.)IT | — | feat. Frah Quintale |
| 2025 | Le tipe Tropico del capricorno                 | IT26 (2 Wo.)IT | — | |
| 2025 | Kalispera Tropico del capricorno               | IT28 (2 Wo.)IT | — | feat. Ghali & Tony Effe |
| 2025 | Nei dm Tropico del capricorno                  | IT36 (1 Wo.)IT | — | feat. Ernia & Tormento |
| 2025 | Astronauta Tropico del capricorno              | IT38 (1 Wo.)IT | — | |
| 2025 | Dedicated KG                                   | IT61 (1 Wo.)IT | — | mit Rasty Kilo feat. Noyz Narcos |
| 2025 | Supermarket KG                                 | IT92 (1 Wo.)IT | — | mit Rasty Kilo feat. Nerissima Serpe & Papa V                                                                                           |

Weitere Singles
- 2011: S.E.N.I.C.A.R. – IT: Platin (50.000+)
- 2011: Il ragazzo d’oro (feat. Caneda) – IT: Gold (50.000+)
- 2015: Squalo – IT: Gold (25.000+)
- 2015: Mollami – IT: Gold (25.000+)
- 2015: Eravamo re – IT: Platin (100.000+)
- 2019: Scappati di casa – IT: Gold (25.000+)

### Gastbeiträge
| Jahr | Titel Album                                                           | Höchstplatzierung, Gesamtwochen, AuszeichnungChartplatzierungen (Jahr, Titel, Album, Platzierungen, Wochen, Auszeichnungen, Anmerkungen) | Höchstplatzierung, Gesamtwochen, AuszeichnungChartplatzierungen (Jahr, Titel, Album, Platzierungen, Wochen, Auszeichnungen, Anmerkungen) | Anmerkungen |
| Jahr | Titel Album                                                           | IT | CH | Anmerkungen |
| --- | --------------------------------------------------------------------- | --- | --- | --- |
| 2018 | Tanta Roba Anthem Davide                                              | IT31 Gold · (3 Wo.)IT | — | Erstveröffentlichung: 13. April 2018 Verkäufe: + 25.000; Gemitaiz feat. Guè Pequeno                                                |
| 2018 | Nero bali This Is Elodie                                              | IT10 ×2Doppelplatin · (24 Wo.)IT | — | Erstveröffentlichung: 18. Mai 2018 Verkäufe: + 100.000; Elodie feat. Michele Bravi & Guè Pequeno                                   |
| 2019 | Gucci Ski Mask Re Mida                                                | IT25 Gold · (2 Wo.)IT | — | Erstveröffentlichung: 11. Januar 2019 Verkäufe: + 35.000; Lazza feat. Guè Pequeno                                                  |
| 2019 | Pazzeska Paprika                                                      | IT97 Gold · (1 Wo.)IT | — | Erstveröffentlichung: 8. März 2019 Verkäufe: + 35.000; Myss Keta feat. Guè Pequeno                                                 |
| 2019 | Quanto amore si dà Noi due                                            | IT59 (1 Wo.)IT | — | Erstveröffentlichung: 3. Mai 2019 Gigi D’Alessio feat. Guè Pequeno                                                                 |
| 2019 | Fanfare Twerking Queen                                                | IT34 Gold · (5 Wo.)IT | — | Erstveröffentlichung: 19. Juli 2019 Verkäufe: + 35.000; Elettra Lamborghini feat. Guè Pequeno                                      |
| 2020 | Kriminal –                                                            | IT22 (2 Wo.)IT | — | Erstveröffentlichung: 9. April 2020 Shablo feat. Gemitaiz, Samurai Jay & Guè Pequeno                                               |
| 2020 | Bla Bla –                                                             | IT45 (4 Wo.)IT | — | Erstveröffentlichung: 6. Oktober 2020 Anna feat. Guè Pequeno                                                                       |
| 2021 | Polka 2 :-/ Forever and Ever                                          | IT16 Gold · (3 Wo.)IT | — | Erstveröffentlichung: 2. April 2021 Verkäufe: + 35.000; Rosa Chemical feat. Guè Pequeno & Ernia                                    |
| 2021 | Solo lei ha quel che voglio 2021 Originali                            | IT51 (1 Wo.)IT | — | Erstveröffentlichung: 27. Mai 2021 Sottotono, Guè Pequeno & Marracash feat. Tiziano Ferro                                          |
| 2021 | Elvis Radio Gotham                                                    | IT97 Gold · (1 Wo.)IT | — | Erstveröffentlichung: 2. Juli 2021 Verkäufe: + 50.000; Rose Villain feat. Gué & Sixpm                                              |
| 2022 | Il doc 2 Filtri + Nudo                                                | IT35 Gold · (2 Wo.)IT | — | Erstveröffentlichung: 10. Februar 2022 Verkäufe: + 50.000; Villabanks feat. Tony Effe & Gué                                        |
| 2022 | Toca –                                                                | IT61 Gold · (10 Wo.)IT | — | Erstveröffentlichung: 24. Juni 2022 Verkäufe: + 50.000; Aka 7even feat. Guè                                                        |
| 2023 | Gelosa –                                                              | IT4 ×5Fünffachplatin · (48 Wo.)IT | — | Erstveröffentlichung: 24. Februar 2023 Verkäufe: + 500.000; Finesse feat. Shiva, Sfera Ebbasta & Guè                               |
| 2023 | Puta –                                                                | IT40 Gold · (3 Wo.)IT | — | Erstveröffentlichung: 18. Mai 2023 Verkäufe: + 50.000; Sixpm feat. Ghali & Guè                                                     |
| 2024 | Istinto animale –                                                     | IT29 (4 Wo.)IT | — | Erstveröffentlichung: 10. Mai 2024 Don Joe feat. Guè, Annalisa & Ernia                                                             |
| 2024 | Wifey –                                                               | IT82 (1 Wo.)IT | — | Erstveröffentlichung: 14. Juni 2024 Digital Astro feat. Guè                                                                        |
| 2024 | Milano testarossa –                                                   | IT20 Gold · (14 Wo.)IT | — | Erstveröffentlichung: 19. Juli 2024 Verkäufe: + 50.000; Artie 5ive feat. Guè                                                       |
| 2025 | La mia parola Manifesto                                               | IT7 Gold · (15 Wo.)IT | CH96 (1 Wo.)CH | Erstveröffentlichung: 12. Februar 2025 Verkäufe: + 100.000; Shablo feat. Guè, Joshua & Tormento; Beitrag zum Sanremo-Festival 2025 |
| 2025 | Il Doc 5 Quanto Manca 2                                               | IT70 (1 Wo.)IT | — | Erstveröffentlichung: 28. März 2025 Villabanks feat. Guè, Sayf, Glocky & Kings                                                     |
| Folgende Lieder erschienen nicht als Single, wurden aber durch das Album zum Download und Streaming bereitgestellt und konnten somit eine Platzierung erlangen: |                                                                       | | | |
| |                                                                       | | | |
| 2013 | Esercizio di stile Musica commerciale                                 | IT92 (1 Wo.)IT | — | Jake La Furia feat. Guè Pequeno & Marracash                                                                                        |
| 2013 | Pensavo fosse amore e invece… Sig. Brainwash – L’arte di accontentare | IT35 Gold · (18 Wo.)IT | — | Verkäufe: + 25.000; Fedez feat. Guè Pequeno                                                                                        |
| 2013 | Quei bravi ragazzi Mea culpa                                          | IT33 (2 Wo.)IT | — | Clementino feat. Guè Pequeno |
| 2017 | Pezzi Mattoni                                                         | IT43 (2 Wo.)IT | — | Night Skinny feat. Guè Pequeno & Rkomi                                                                                             |
| 2017 | 6 A.M. Mattoni                                                        | IT39 Gold · (2 Wo.)IT | — | Verkäufe: + 25.000; Night Skinny feat. Guè Pequeno & Izi                                                                           |
| 2017 | El Machico Twins                                                      | IT24 (1 Wo.)IT | — | Dark Polo Gang feat. Guè Pequeno                                                                                                   |
| 2017 | Disgusting Come uccidere un usignolo (67-Edition)                     | IT48 Gold · (4 Wo.)IT | — | Verkäufe: + 25.000; Ernia feat. Guè Pequeno                                                                                        |
| 2018 | Mamacita Bellaria                                                     | IT21 (3 Wo.)IT | — | Vegas Jones feat. Guè Pequeno |
| 2018 | Adios Supereroe                                                       | IT16 (2 Wo.)IT | — | Emis Killa feat. Gué Pequeno |
| 2018 | Spunte blu Notti brave: After EP                                      | IT21 Gold · (2 Wo.)IT | — | Verkäufe: + 25.000; Carl Brave feat. Gué Pequeno                                                                                   |
| 2019 | Fiori Scatola Nera                                                    | IT9 Gold · (4 Wo.)IT | — | Verkäufe: + 35.000; Gemitaiz & MadMan feat. Marracash & Guè Pequeno                                                                |
| 2019 | Pazzeska FSK Satellite                                                | IT55 (2 Wo.)IT | — | FSK Satellite, Taxi B, Chille_FSK, Sapobully & Greg Willen feat. Guè Pequeno                                                       |
| 2019 | Saluti Mattoni                                                        | IT9 Gold · (3 Wo.)IT | — | Verkäufe: + 35.000; Night Skinny feat. Guè Pequeno, Fabri Fibra, Rkomi & Carolina Márquez                                          |
| 2019 | Mattoni                                                               | IT11 Gold · (3 Wo.)IT | — | Verkäufe: + 35.000; Night Skinny feat. Noyz Narcos, Shiva, Speranza & Guè Pequeno                                                  |
| 2019 | Splash (Remix) Trap Lovers Reloaded                                   | IT61 (1 Wo.)IT | — | Dark Polo Gang feat. Guè Pequeno & Luchè                                                                                           |
| 2019 | Frecciarossa Arturo                                                   | IT67 (1 Wo.)IT | — | Side Baby feat. Guè Pequeno |
| 2019 | Amo ma chi t sap Emanuele                                             | IT82 Gold · (1 Wo.)IT | — | Verkäufe: + 50.000; Geolier, MV Killa & Guè Pequeno                                                                                |
| 2020 | Giro d’Italia Elo                                                     | IT48 (1 Wo.)IT | — | DrefGold feat. Guè Pequeno |
| 2020 | Moncler J                                                             | IT28 (2 Wo.)IT | — | Lazza feat. Pyrex & Guè Pequeno |
| 2020 | OMG BV3                                                               | IT25 (2 Wo.)IT | — | Bloody Vinyl, Slait & Low Kidd feat. Vale Pain, Hell Raton & Guè Pequeno                                                           |
| 2020 | Miami Ladies Riot                                                     | IT60 (1 Wo.)IT | — | Izi feat. Guè Pequeno & Elettra Lamborghini                                                                                        |
| 2021 | Dimmi ora Madame                                                      | IT18 (3 Wo.)IT | — | Madame feat. Guè Pequeno |
| 2021 | Nada Djungle                                                          | IT73 (1 Wo.)IT | — | Ty1 feat. Guè Pequeno, Capo Plaza & Pablo Chill-E                                                                                  |
| 2021 | Escort Lover Untouchable                                              | IT30 Platin · (2 Wo.)IT | — | Verkäufe: + 100.000; Tony Effe feat. Guè Pequeno                                                                                   |
| 2021 | Non sai niente Dolce vita                                             | IT69 (1 Wo.)IT | — | Shiva feat. Guè Pequeno |
| 2021 | Desert Eagle Milano Soprano                                           | IT64 (1 Wo.)IT | — | Don Joe feat. Guè Pequeno & Sacky                                                                                                  |
| 2021 | YHWH Flop                                                             | IT12 Gold · (4 Wo.)IT | — | Verkäufe: + 50.000; Salmo feat. Guè Pequeno                                                                                        |
| 2021 | Love Noi, loro, gli altri                                             | IT1 ×5Fünffachplatin · (61 Wo.)IT | CH87 (1 Wo.)CH | Verkäufe: + 500.000; Marracash feat. Guè Pequeno                                                                                   |
| 2021 | Sesso e droga Volare                                                  | IT95 (1 Wo.)IT | — | Coez feat. Guè Pequeno & Gemitaiz                                                                                                  |
| 2022 | No Ratz Virus                                                         | IT17 (2 Wo.)IT | — | Noyz Narcos feat. Gué & Capo Plaza                                                                                                 |
| 2022 | Iride Il giorno in cui ho smesso di pensare                           | IT81 (1 Wo.)IT | — | Charteinstieg: 4. März 2022 Irama feat. Guè                                                                                        |
| 2022 | Vivi o muori Salvatore                                                | IT25 (1 Wo.)IT | — | Paky feat. Guè |
| 2022 | Cocaine Caos                                                          | IT12 Gold · (3 Wo.)IT | — | Verkäufe: + 50.000; Fabri Fibra feat. Guè & Salmo                                                                                  |
| 2022 | Addio Dove volano le aquile                                           | IT55 (1 Wo.)IT | — | Luchè feat. Guè & Noyz Narcos |
| 2022 | BTX Posse Botox                                                       | IT16 Gold · (6 Wo.)IT | — | Verkäufe: + 50.000; Night Skinny feat. Coez, Ernia, Fabri Fibra, Geolier, Guè, Lazza, L’immortale, MamboLosco, Paky & Tony Effe    |
| 2022 | Doppio Hublot Botox                                                   | IT21 Gold · (3 Wo.)IT | — | Verkäufe: + 50.000; Night Skinny feat. Baby Gang & Guè                                                                             |
| 2022 | Coki Botox                                                            | IT24 (2 Wo.)IT | — | Night Skinny feat. Guè, Ketama126, Noyz Narcos & Tony Effe                                                                         |
| 2022 | Per La Strada Botox                                                   | IT52 (1 Wo.)IT | — | Night Skinny feat. Coez, Guè & Rkomi                                                                                               |
| 2022 | Compare Cancu EP                                                      | IT51 (1 Wo.)IT | — | Cancun feat. Lazza & Guè |
| 2022 | Bastava la meta Io non ho paura                                       | IT21 (2 Wo.)IT | — | Ernia feat. Gaia & Guè |
| 2023 | Nun se ver Il coraggio dei bambini                                    | IT14 Gold · (3 Wo.)IT | — | Verkäufe: + 50.000; Geolier feat. Guè                                                                                              |
| 2023 | Albicoca (Lolita) Effetto notte                                       | IT29 (1 Wo.)IT | — | Emis Killa feat. Guè |
| 2023 | Tony Montana Innocente                                                | IT35 Gold · (4 Wo.)IT | — | Verkäufe: + 50.000; Baby Gang feat. Guè                                                                                            |
| 2023 | Scala di Milano La Divina Commedia                                    | IT12 Gold · (4 Wo.)IT | — | Verkäufe: + 50.000; Tedua feat. Guè                                                                                                |
| 2023 | Riflessi rossi Santana Season                                         | IT44 (1 Wo.)IT | — | Shiva feat. Guè & Luchè |
| 2023 | Yalla 10                                                              | IT10 Gold · (4 Wo.)IT | — | Verkäufe: + 50.000; Drillionaire feat. Guè & Marracash                                                                             |
| 2023 | Pelota 10                                                             | IT33 (2 Wo.)IT | — | Drillionaire feat. Tony Effe & Guè                                                                                                 |
| 2023 | Sexy No Stress                                                        | IT45 (3 Wo.)IT | — | Irama & Rkomi feat. Guè |
| 2023 | Rooftop Fede                                                          | IT49 Platin · (13 Wo.)IT | — | Verkäufe: + 100.000; MV Killa feat. Guè                                                                                            |
| 2023 | DM Lovebars                                                           | IT60 (1 Wo.)IT | — | Coez & Frah Quintale feat. Guè |
| 2023 | Gol X2VR                                                              | IT12 Platin · (9 Wo.)IT | — | Charteinstieg: 17. November 2023 Verkäufe: + 100.000; Sfera Ebbasta feat. Guè                                                      |
| 2023 | Di persona Le cose cambiano                                           | IT60 (1 Wo.)IT | — | Massimo Pericolo feat. Guè |
| 2023 | La Merce Più Buona QVC 10 – Quello che vi consiglio, Vol. 10          | IT48 (1 Wo.)IT | — | Gemitaiz feat. Emis Killa & Guè |
| 2024 | Shopping Tunnel                                                       | IT17 (2 Wo.)IT | — | Simba La Rue & FT Kings feat. Guè                                                                                                  |
| 2024 | Come un tuono Radio Sakura                                            | IT1 ×4Vierfachplatin · (57 Wo.)IT | — | Verkäufe: + 400.000; Rose Villain feat. Guè                                                                                        |
| 2024 | Demon Time Icon                                                       | IT33 (2 Wo.)IT | — | Tony Effe feat. Guè |
| 2024 | Vestiti da Rapper Popolari                                            | IT76 (1 Wo.)IT | — | Rhove feat. Guè |
| 2024 | Praise the Lord Maya                                                  | IT22 Gold · (4 Wo.)IT | — | Verkäufe: + 50.000; Mace feat. Tony Boy, Guè & Noyz Narcos                                                                         |
| 2024 | Millionaire L’angelo del male                                         | IT29 (2 Wo.)IT | — | Baby Gang feat. Bob & Guè |
| 2024 | Rap Money Cvlt – Hellraisers                                          | IT39 (1 Wo.)IT | — | Salmo & Noyz Narcos feat. Guè |
| 2024 | 357 Dio lo sa                                                         | IT33 (3 Wo.)IT | — | Geolier feat. Guè |
| 2024 | Bikini Vera Baddie                                                    | IT7 Gold · (13 Wo.)IT | — | Verkäufe: + 50.000; Anna feat. Guè                                                                                                 |
| 2024 | Estraneo Locura                                                       | IT16 (3 Wo.)IT | — | Lazza feat. Guè |
| 2024 | Cntnrs Containers                                                     | IT14 (3 Wo.)IT | — | Night Skinny feat. Jake La Furia, Emis Killa, Kid Yugi, Tony Boy, Rasty Kilo, Guè, Paky, Nerissima Serpe & Papa V                  |
| 2024 | Mio padre Containers                                                  | IT37 (1 Wo.)IT | — | Night Skinny feat. Noyz Narcos & Guè                                                                                               |
| 2024 | Accavallato Esci dal tunnel                                           | IT53 (1 Wo.)IT | — | Simba La Rue feat. Guè |
| 2025 | Camponello Mafia Slime 2                                              | IT48 (1 Wo.)IT | — | Nerissima Serpe, Papa V & Fritu feat. Guè & Rasty Kilo                                                                             |
| 2025 | L’ultimo giorno del mondo Fame                                        | IT61 (1 Wo.)IT | — | Jake La Furia & Night Skinny feat. Guè & Rkomi                                                                                     |
| 2025 | Il bacio del serpente Radio Vega                                      | IT88 (1 Wo.)IT | — | Rose Villain feat. Guè |
| 2025 | Litorale La bellavita                                                 | IT38 (2 Wo.)IT | — | Artie 5ive feat. Guè |
| 2025 | Ilary Il mio lato peggiore                                            | IT52 (1 Wo.)IT | — | Luchè feat. Guè & Nerissima Serpe                                                                                                  |
| 2025 | Don’t Stop It Too Clean                                               | IT33 (… Wo.)IT | — | Slings feat. Finesse, Shiva & Guè                                                                                                  |

Weitere Gastbeiträge
- 2014: Sempre in giro (Gemitaiz & MadMan feat. Guè Pequeno) – IT: Gold (25.000+)

## Auszeichnungen für Musikverkäufe
Anmerkung: Auszeichnungen in Ländern aus den Charttabellen bzw. Chartboxen sind in ebendiesen zu finden.
| Land/RegionAuszeichnungen für Musikverkäufe (Land/Region, Auszeichnungen, Verkäufe, Quellen) | Gold       | Platin         | Verkäufe   | Quellen |
| -------------------------------------------------------------------------------------------- | ---------- | -------------- | ---------- | ------- |
| Italien (FIMI)                                                                               | 76× Gold76 | 104× Platin104 | 10.845.000 | fimi.it |
| Insgesamt                                                                                    | 76× Gold76 | 104× Platin104 |            |         |

## Belege
1. ↑  Chartquellen (Alben):
  - Alben von Gué Pequeno. In: Italiancharts.com. Hung Medien, abgerufen am 13. November 2023.
  - Alben von Gué Pequeno. In: Hitparade.ch. Hung Medien, abgerufen am 13. November 2023.
2. 1 2  Archivio classifiche Top Digital. FIMI, abgerufen am 30. April 2025 (italienisch).

| Personendaten    | Personendaten                                                                                      |
| ---------------- | -------------------------------------------------------------------------------------------------- |
| NAME             | Guè Pequeno                                                                                        |
| ALTERNATIVNAMEN  | Fini, Cosimo (wirklicher Name); Guè (Pseudonym); Il Guercio (Pseudonym); Lucky Luciano (Pseudonym) |
| KURZBESCHREIBUNG | italienischer Rapper und Musikproduzent                                                            |
| GEBURTSDATUM     | 25. Dezember 1980                                                                                  |
| GEBURTSORT       | Mailand                                                                                            |